# Eugène Gatelet
Eugène Charles Gatelet, dit Eugène Gatelet, né le 9 mars 1874 à Nancy et mort le 1er janvier 1932 à Tarare, est un sculpteur, modeleur et statuaire français.
Sans faire officiellement partie du comité directeur de l'École de Nancy, il se rattache néanmoins à ce courant artistique de l'Art nouveau en Lorraine. Il est notamment artiste modeleur chez Louis Majorelle, dont il réalise le portrait.

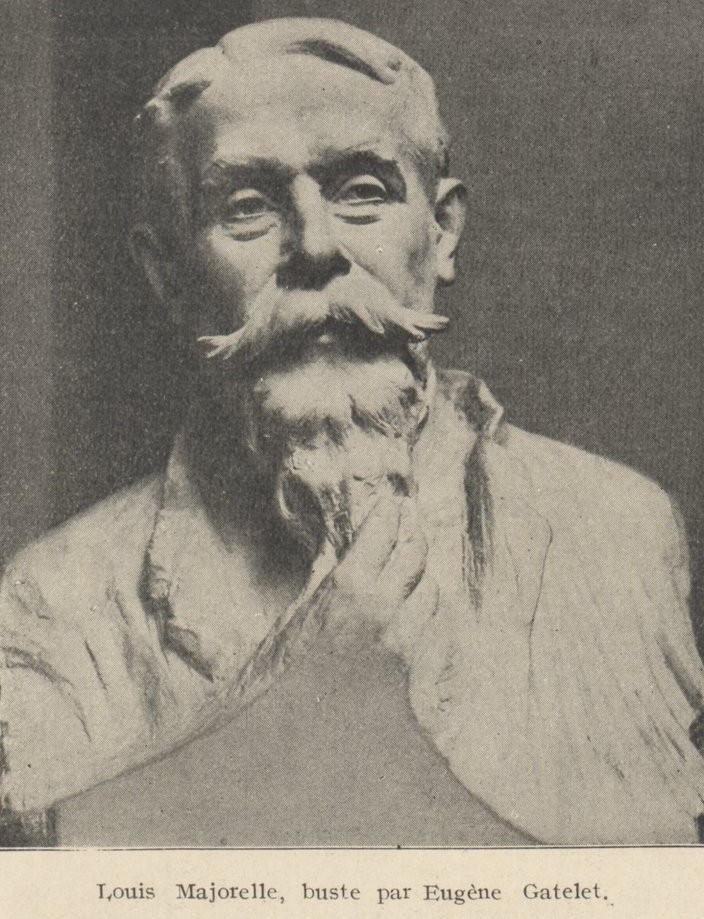
Portrait de Louis Majorelle par Eugène Gatelet

## Biographie

### Vie familiale
Les parents d'Eugène Gatelet sont originaires de Moselle. Son père, Nicolas Hippolyte Gatelet (1838-1922), était natif d'Hayange et exerçait comme tourneur en fer. Sa mère, Marguerite Braun (1845-1897), était native d'Erstroff.
Ses parents ont eu trois garçons : Eugène, Émile et Henri. De cette fratrie, Eugène Gatelet était le cadet.

### Études et vie professionnelle
Il débute ses études à l'École des Frères. Arrivé à Nancy, il rejoint l'école des Beaux-Arts, et ce de novembre 1895 à 1900. Après les cours élémentaires, il suit les cours de Jules Larcher au cours supérieur en section de dessin. À cette occasion, il côtoie Charles Wittmann et Joseph Mougin. Il participe au concours de l'École de Nancy en 1906, où sa bonbonnière Noisettes obtient le deuxième prix et où sa jardinière Fougères reçoit une mention. À la suite de cela, il n'a plus travaillé pour Rambervillers. Pour compléter son parcours, il rejoint également des cours d'anatomie et des cours de modelage. Plutôt que d'aller à Paris comme bon nombre de ses pairs, Eugène Gatelet entre finalement comme modeleur dans les ateliers de Louis Majorelle.

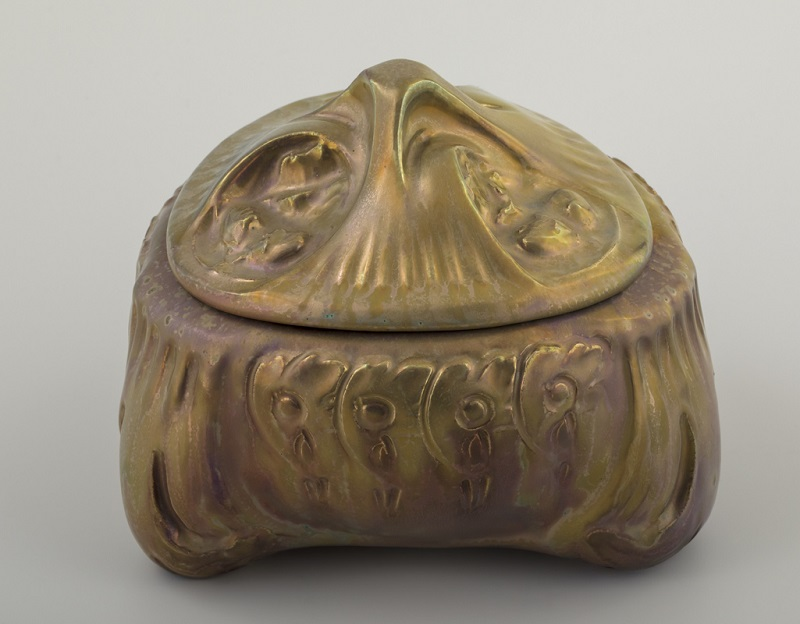
Bonbonnière à décor de noisettes
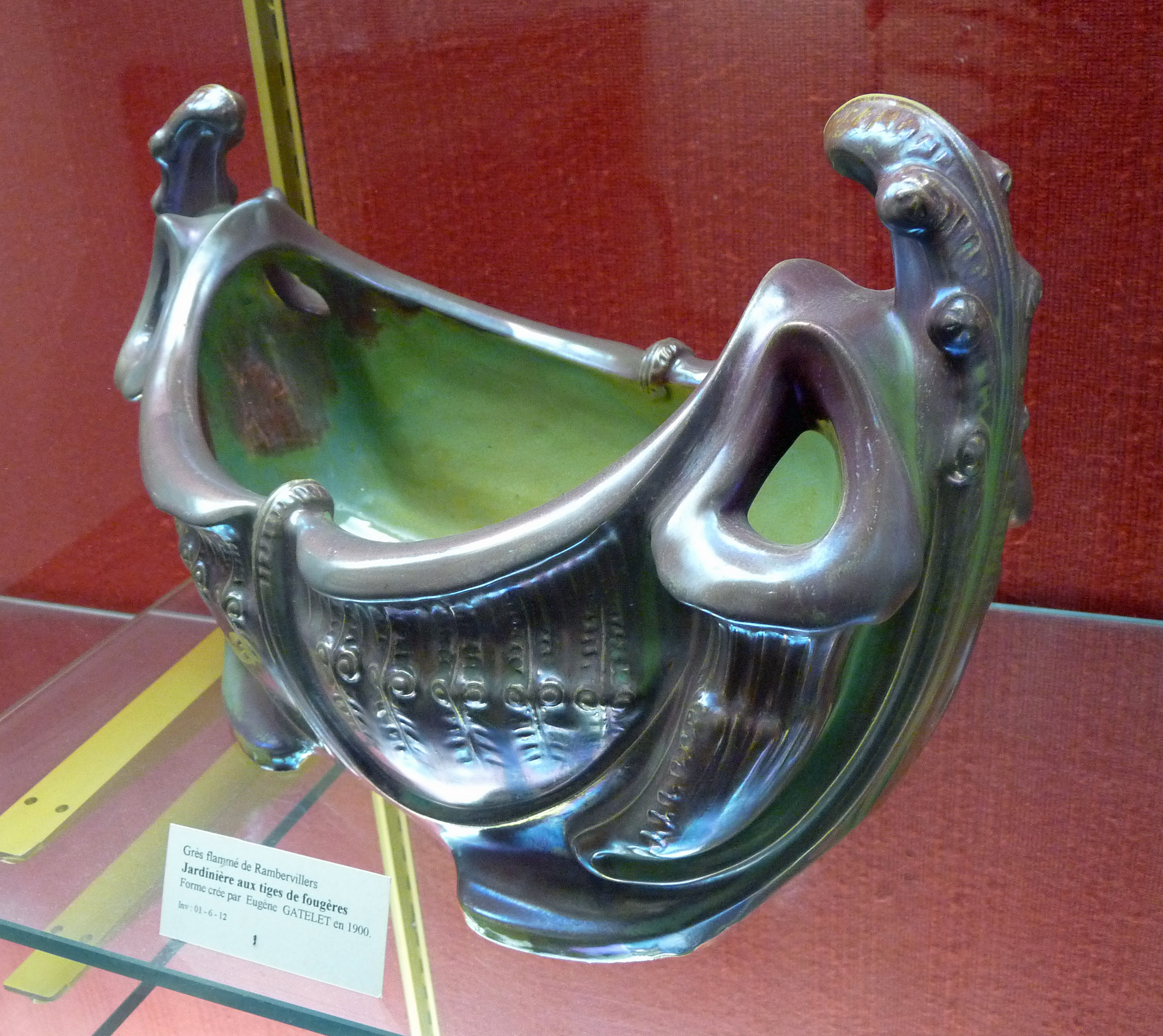
Jardinière aux tiges de fougères, grès flammé de Rambervillers

Après la Première Guerre mondiale, en 1918, il retourne chez Louis Majorelle en tant que chef d'atelier. Deux années plus tard, et ce afin de se consacrer exclusivement à la sculpture, il ouvre son propre atelier. Il exposera régulièrement au Salon de la Société lorraine des Amis des Arts, ainsi qu'au Salon des artistes français à Paris.

### Vie personnelle
Ami d'Émile Friant, ils se portraitisent l'un l'autre et travaillent longuement ensemble. Comme fruit de cette relation, nous retrouvons notamment le buste d'Émile Friant.
Nous ne retrouvons que peu d'éléments sur sa vie privée. Il a un fils, Henri Adolphe né Depenweiler (1899-1980) qu'il reconnaît en 1910.

## Œuvres
Le monument en bronze et granit de la nécropole nationale de Champenoux érigé en 1921 est l'œuvre d'Eugène Gatelet qui réalise également, en 1924, le bronze qui orne le monument aux morts de la nécropole de Courbesseaux.
Au Salon de 1930, Gatelet expose une statue en plâtre, Le Père aveugle.
L'inauguration du « monument Coué » le 28 juin 1936 à Nancy est faite avec son buste d'Émile Coué.